# (464418) 2016 BP25
(464418) 2016 BP25 es un asteroide perteneciente al cinturón de asteroides, descubierto el 26 de enero de 2011 por el equipo Spacewatch desde el Observatorio Nacional de Kitt Peak (Arizona, Estados Unidos).